# Catoptria
Catoptria är ett släkte av fjärilar som beskrevs av Jacob Hübner 1825. Enligt Catalogue of Life ingår Catoptria i familjen Crambidae, men enligt Dyntaxa är tillhörigheten istället familjen mott.
Kladogram enligt Dyntaxa:
| Catoptria | \| \| Östligt gräsmott Catoptria permiaca \| \| \| \| \| \| Sydligt silvergräsmott Catoptria osthelderi \| \| \| \| \| \| Lövskogsgräsmott Catoptria verella \| \| \| \| \| \| Bandat silvergräsmott Catoptria permutatella \| \| \| \| \| \| Gulbrunt gräsmott Catoptria conchella \| \| \| \| \| \| Huldregräsmott Catoptria mytilella \| \| \| \| \| \| Silverfläckat gräsmott Catoptria pinella \| \| \| \| \| \| Pärlgräsmott Catoptria margaritella \| \| \| \| \| \| Fjällgräsmott Catoptria furcatella \| \| \| \| \| \| Vitstrimmigt sandgräsmott Catoptria fulgidella \| \| \| \| \| \| Fläckat myrgräsmott Catoptria maculalis \| \| \| \| \| \| Hällmarksgräsmott Catoptria falsella \| \| \| \| \| \| Glänsande sandgräsmott Catoptria lythargyrella \| \| \| \| |
|           | \| \| Östligt gräsmott Catoptria permiaca \| \| \| \| \| \| Sydligt silvergräsmott Catoptria osthelderi \| \| \| \| \| \| Lövskogsgräsmott Catoptria verella \| \| \| \| \| \| Bandat silvergräsmott Catoptria permutatella \| \| \| \| \| \| Gulbrunt gräsmott Catoptria conchella \| \| \| \| \| \| Huldregräsmott Catoptria mytilella \| \| \| \| \| \| Silverfläckat gräsmott Catoptria pinella \| \| \| \| \| \| Pärlgräsmott Catoptria margaritella \| \| \| \| \| \| Fjällgräsmott Catoptria furcatella \| \| \| \| \| \| Vitstrimmigt sandgräsmott Catoptria fulgidella \| \| \| \| \| \| Fläckat myrgräsmott Catoptria maculalis \| \| \| \| \| \| Hällmarksgräsmott Catoptria falsella \| \| \| \| \| \| Glänsande sandgräsmott Catoptria lythargyrella \| \| \| \| |
|           | Östligt gräsmott Catoptria permiaca |
|           | |
|           | Sydligt silvergräsmott Catoptria osthelderi |
|           | |
|           | Lövskogsgräsmott Catoptria verella |
|           | |
|           | Bandat silvergräsmott Catoptria permutatella |
|           | |
|           | Gulbrunt gräsmott Catoptria conchella |
|           | |
|           | Huldregräsmott Catoptria mytilella |
|           | |
|           | Silverfläckat gräsmott Catoptria pinella |
|           | |
|           | Pärlgräsmott Catoptria margaritella |
|           | |
|           | Fjällgräsmott Catoptria furcatella |
|           | |
|           | Vitstrimmigt sandgräsmott Catoptria fulgidella |
|           | |
|           | Fläckat myrgräsmott Catoptria maculalis |
|           | |
|           | Hällmarksgräsmott Catoptria falsella |
|           | |
|           | Glänsande sandgräsmott Catoptria lythargyrella |
|           | |

## Bildgalleri

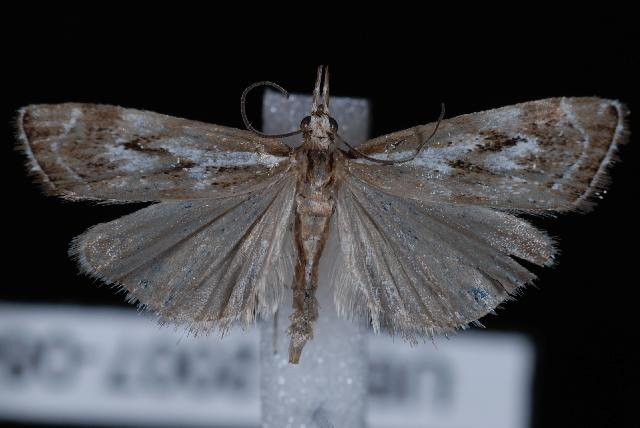
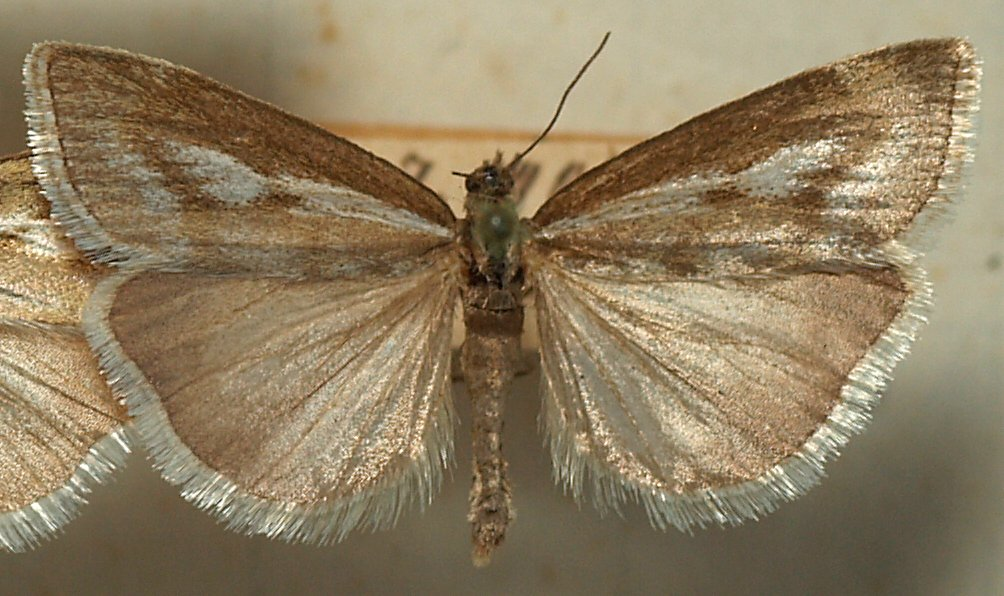
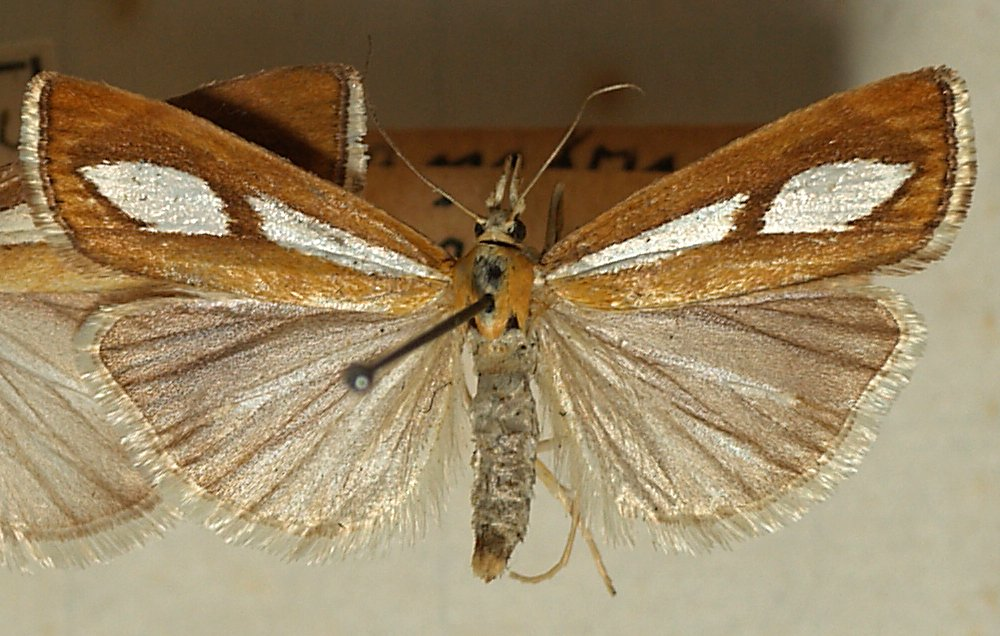
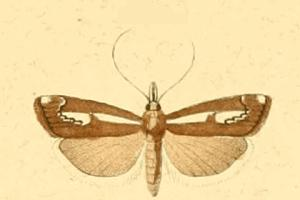
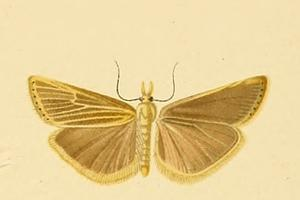
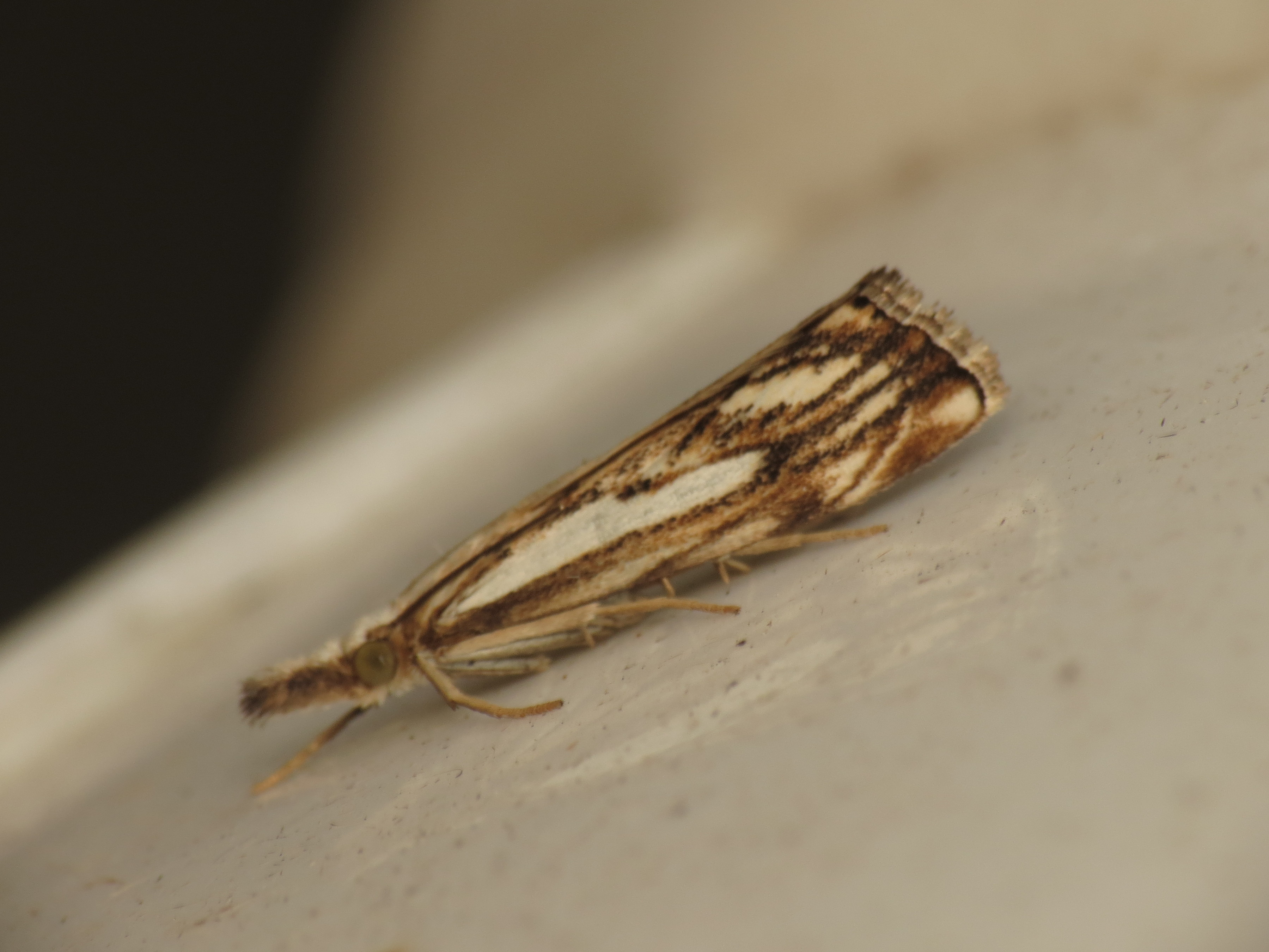

## Dottertaxa tillCatoptria, i alfabetisk ordning[1][2]
- Catoptria abruptella
- Catoptria acutangulellus
- Catoptria acutangulus
- Catoptria adamantellus
- Catoptria aequalellus
- Catoptria aetnella
- Catoptria albarracinellus
- Catoptria albidellus
- Catoptria albimaculella
- Catoptria albisignata
- Catoptria albisinuatella
- Catoptria algeriensis
- Catoptria amathusia
- Catoptria antipinellus
- Catoptria approximellus
- Catoptria atrellus
- Catoptria atrox
- Catoptria aurora
- Catoptria bartellus
- Catoptria biformellus
- Catoptria bolivari
- Catoptria brachyrabda
- Catoptria butyrellus
- Catoptria cabardinica
- Catoptria cacuminellus
- Catoptria casperella
- Catoptria catoptrellus
- Catoptria caucasious
- Catoptria ciliciellus
- Catoptria colchicellus
- Catoptria combinella
- Catoptria conchaeus
- Catoptria conchella
- Catoptria confusellus
- Catoptria corsicellus
- Catoptria coulonellus
- Catoptria cuneellus
- Catoptria cuneolellus
- Catoptria daghestanica
- Catoptria digitellus
- Catoptria dilucescens
- Catoptria dimorphellus
- Catoptria domaviellus
- Catoptria epimyella
- Catoptria eumargaritalis
- Catoptria europaeica
- Catoptria falsa
- Catoptria falsella
- Catoptria fenestratellus
- Catoptria fibigeri
- Catoptria flavellus
- Catoptria flavescens
- Catoptria fulgidella
- Catoptria fumellus
- Catoptria furcatellus
- Catoptria furciferalis
- Catoptria gilveotellus
- Catoptria gozmanyi
- Catoptria griseellus
- Catoptria hannemanni
- Catoptria harutai
- Catoptria haywardi
- Catoptria heeriellus
- Catoptria hercyniae
- Catoptria hermesi
- Catoptria hilarellus
- Catoptria hoermammeri
- Catoptria hokusaii
- Catoptria inangulellus
- Catoptria incertellus
- Catoptria inouella
- Catoptria intermediellus
- Catoptria interruptus
- Catoptria italica
- Catoptria jordankiella
- Catoptria juncta
- Catoptria kaisilai
- Catoptria kasyi
- Catoptria klimeschi
- Catoptria laevigatellus
- Catoptria languidellus
- Catoptria lapponicellus
- Catoptria latiradiellus
- Catoptria lineellus
- Catoptria lithargyrellus
- Catoptria luctiferella
- Catoptria luctuellus
- Catoptria lythargyrella
- Catoptria macedonicus
- Catoptria maculalis
- Catoptria majorellus
- Catoptria margaritaceus
- Catoptria margaritella
- Catoptria margaritellus
- Catoptria marteni
- Catoptria mediofasciellus
- Catoptria meinshani
- Catoptria mellinellus
- Catoptria meridialpina
- Catoptria montanicellus
- Catoptria montivagus
- Catoptria mouterdella
- Catoptria mullertrutzi
- Catoptria munroeella
- Catoptria myella
- Catoptria myellus
- Catoptria mytilella
- Catoptria nana
- Catoptria neutrellus
- Catoptria nigricellus
- Catoptria nigrocellus
- Catoptria olympica
- Catoptria oregonicus
- Catoptria orientellus
- Catoptria osthelderi
- Catoptria pandora
- Catoptria parenzani
- Catoptria pauperellus
- Catoptria permiscus
- Catoptria permutatellus
- Catoptria persephone
- Catoptria petrificella
- Catoptria petrificellus
- Catoptria petrosellus
- Catoptria pfeifferi
- Catoptria pinella
- Catoptria pinetella
- Catoptria pineti
- Catoptria plumbellus
- Catoptria profluxellus
- Catoptria pseudociliciella
- Catoptria pseudopauperellus
- Catoptria pyramidellus
- Catoptria radiella
- Catoptria radiolana
- Catoptria radiotellus
- Catoptria reductellus
- Catoptria rhombellus
- Catoptria robertispeculum
- Catoptria roccaellus
- Catoptria roesleri
- Catoptria rufellus
- Catoptria satakei
- Catoptria semicanellus
- Catoptria siciliella
- Catoptria simplonellus
- Catoptria spatulelloides
- Catoptria spatulellus
- Catoptria speculalis
- Catoptria spodiellus
- Catoptria staudingeri
- Catoptria stentziellus
- Catoptria submontivaga
- Catoptria taenialis
- Catoptria tatricellus
- Catoptria tenuivittellus
- Catoptria thibetica
- Catoptria trichostomus
- Catoptria tristis
- Catoptria tristrigellus
- Catoptria uniformis
- Catoptria unimaculellus
- Catoptria uralensis
- Catoptria verellus
- Catoptria vilarrubiae
- Catoptria virginella
- Catoptria viridiana
- Catoptria witmiella
- Catoptria wolfi
- Catoptria vulpinellus
- Catoptria xerxes
- Catoptria zermattensis